# Jimmy il gentiluomo
Jimmy il gentiluomo (Jimmy the Gent) è un film del 1934 diretto da Michael Curtiz. 
La sceneggiatura di Bertram Millhauser è basata su The Heir Chaser di Ray Nazarro e Laird Doyle.

## Trama
Jimmy Corrigan ha messo su un intero ufficio preposto alla ricerca di eredi di grandi proprietà che restano prive di legittimi destinatari. Oltre ad esigere laute commissioni che possono giustificarsi con la grande organizzazione e il dispendio di mezzi, Corrigan sembra non farsi scrupoli anche di fronte alla creazione di falsi eredi o comunque ad imbastire storie che permettano di raggiungere l'obiettivo, una volta che se ne è dato uno.
Con le stesse finalità opera anche lo studio di Charles Wallingham, genealogista, presso il quale si è trasferita da qualche mese la valentissima sig.na Joan Martin, stanca di dover sopportare le pratiche al limite della legge del suo principale Jimmy Corrigan.
Jimmy è innamorato di Joan e non sopporta di saperla distante e ancor meno che si sia data alla concorrenza. Recatosi nell'ufficio di Wallingham, Jimmy deve riconoscere che ha molto da imparare a livello di raffinatezza e di eleganza. D'altra parte ha più che un sospetto che sotto un'apparenza di presentabilità, anche lì si finiscano per adoperare i mezzi che usano tutti.
Un caso mette a confronto i due studi e Corrigan, che nel frattempo ha rinnovato gli uffici, il proprio guardaroba, e si atteggia come un gentiluomo, grazie ad una strategia in cui la sua spregiudicatezza e scaltrezza si esaltano, finisce per avere la meglio.
Joan, che ha un debole per lui, ma che teme sia cambiato solo esteriormente, trova conferma da parte di Louie, il braccio destro di Jimmy, che le cose sono andate come sospettava. Così si getta tra le braccia dello sconfitto ma rispettabile Wallingham, che l'ha chiesta in sposa.
Jimmy però, dopo la dimostrazione di abilità, con un gesto inaspettato, gira l'intero ammontare della sua parte allo stesso Wallingham, perché ne benefici l'iniziale erede, da lui scavalcata. 
L'enorme cifra farà uscire la vera viscida identità di Wallingham, permettendo a Joan di evitarne la proposta e di tornare da Jimmy, dimostratosi più sincero e, sorprendentemente, più gentiluomo.

## Produzione
Il film fu prodotto dalla Warner Bros. La lavorazione del film iniziò alla fine di novembre 1933.

## Distribuzione
Il copyright del film, richiesto dalla Warner Bros. Pictures, Inc., fu registrato il 10 aprile 1934 con il numero LP4610.